# Kriegsgefangenenlager Purgstall
Das Kriegsgefangenenlager Purgstall in Purgstall an der Erlauf war ein Kriegsgefangenenlager der Donaumonarchie während des Ersten Weltkriegs.
Das Lager in Purgstall wurde im April 1915 auf einer Fläche von 50 Hektar für 24.500 Mann errichtet. Ab dem 26. Mai 1915 war Generalmajor Viktor Moga v. Broczko Kommandant des Lagers.
Ab 1921 wurden auf den Fundamenten des Lagers, unter Verwendung des Baumaterials der abgerissenen Lagerbaracken, einige zweigeschoßige Wohnhäuser errichtet. Daraus entstand die Sommerfrische-Siedlung „Schauboden-Föhrenhain“. Ihre Benutzer stammten hauptsächlich aus der Wiener Beamtenschaft, die in dieser Siedlung eine eigene Gesellschaftskultur entwickelte (z. B. bei Croquet-Meisterschaften). Zu den Besuchern der Siedlung gehörte auch der spätere Bundespräsident Wilhelm Miklas.